# Громадяни (партія)
Громадяни — Громадянська партія (офіційна іспанська назва ісп. Ciudadanos – Partido de la Ciudadanía, широковживаний каталонський переклад кат. Ciutadans – Partit de la Ciutadania, скорочено C's) — правоцентристська каталонська партія, що виступає проти незалежності Каталонії. Створена перед виборами у Парламент Каталонії 2006 р., найбільшу підтримку отримала у Барселоні серед іспаномовних робітників, переселенців з інших районів Іспанії (до 7 %).
За результатами виборів 1 листопада 2006 р. до Парламенту Каталонії партія представлена 3 депутатами (шоста за чисельністю депутатська група). У 2007 та 2008 р.р. з цієї партії вийшла досить велика кількість політиків.